# Notropis hudsonius
Notropis hudsonius is een straalvinnige vissensoort uit de familie van karpers (Cyprinidae). De wetenschappelijke naam van de soort is voor het eerst geldig gepubliceerd in 1824 door Clinton.